# Michael Bartscher

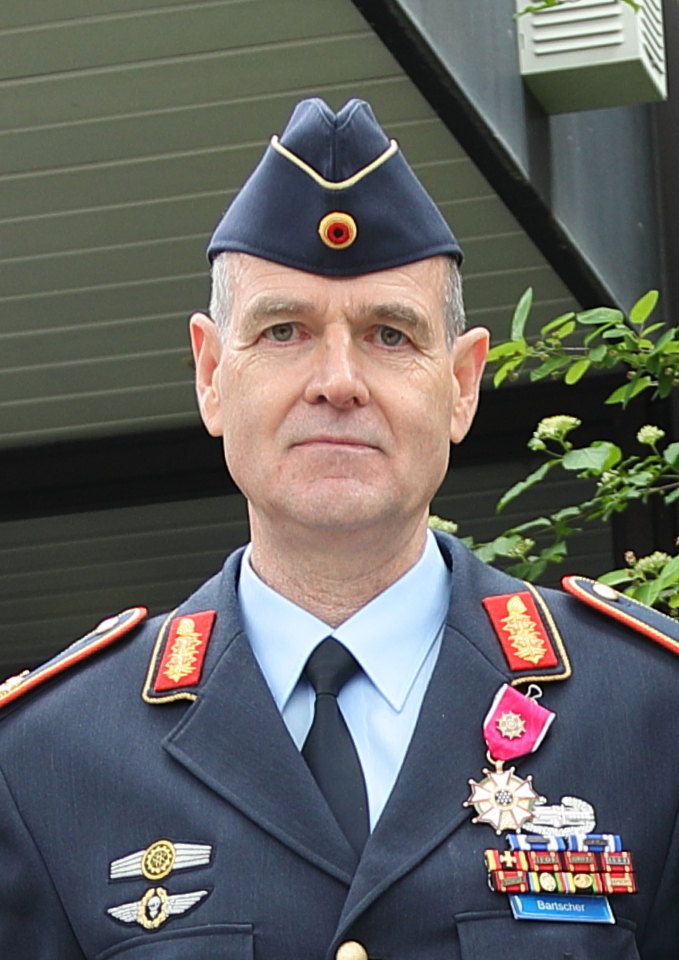
Brigadegeneral Michael Bartscher (2018)

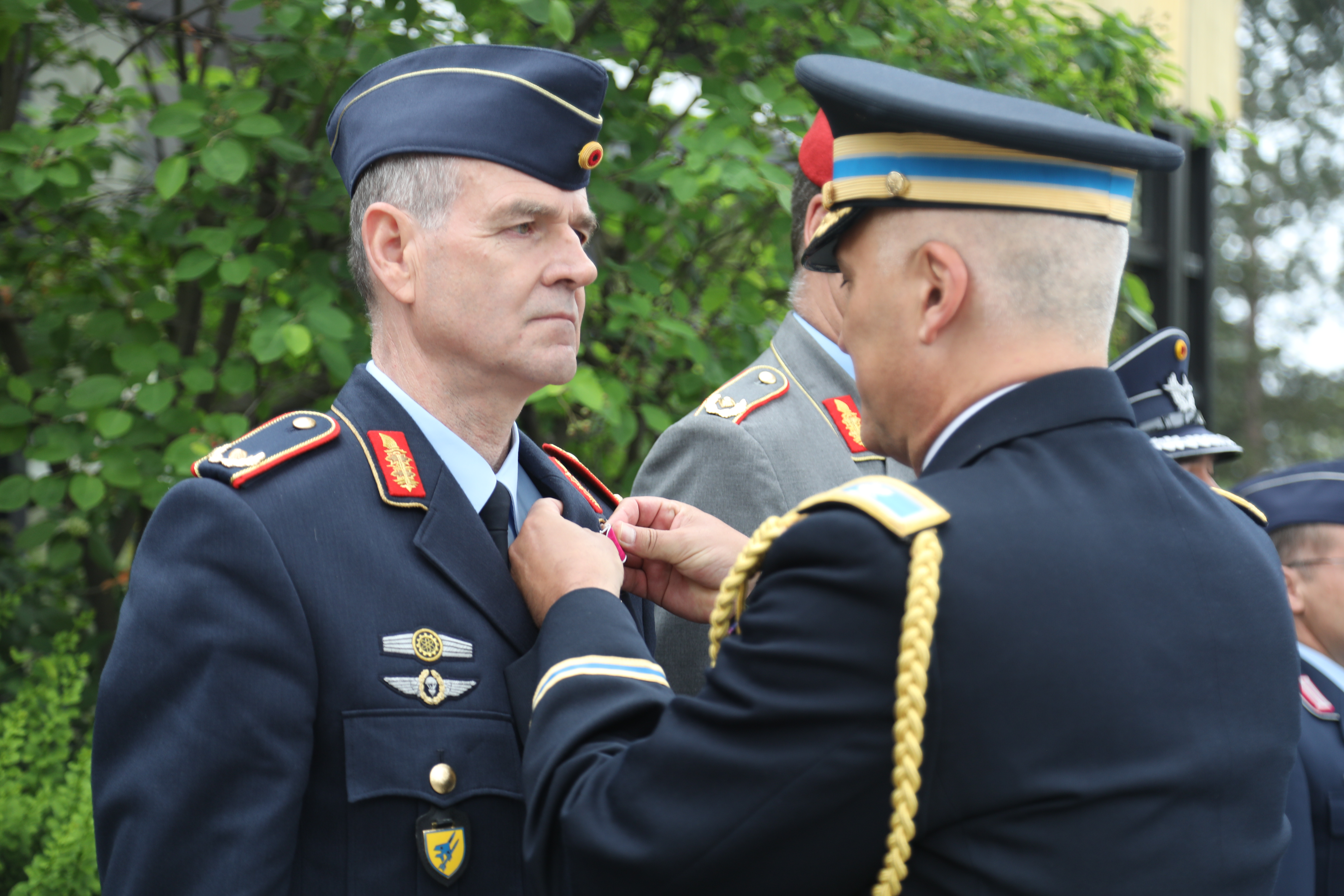
Brigadegeneral Michael Bartscher (2018)

Michael Bartscher (* 1958) ist ein Brigadegeneral a. D. der Luftwaffe der Bundeswehr. Zuletzt wurde er beim Stellvertretenden Inspekteur Luftwaffe verwendet.

## Ausbildung und erste Verwendungen
1976 erfolgte sein Eintritt in die Bundeswehr als Soldat auf Zeit in Budel/Niederlande. 1980 wechselte Bartscher in die Laufbahn der Offiziere des Truppendienstes. Nach dem Studium der Betriebswirtschaftslehre an der Universität der Bundeswehr München, das er 1985 als Diplom-Betriebswirt (FH) abschloss, erfolgte die Versetzung nach Mechernich in das Luftwaffenversorgungsregiment 8, in dem er als Nachschuboffizier im Luftwaffenmaterialdepot 82 ausgebildet und bis 1987 verwendet wurde. Nachfolgend übernahm er die Funktion des Stabszugführers im Stab des Luftwaffenversorgungsregimentes 8. 1988 wurde er in das Jagdbombergeschwader 31 „Boelke“ nach Nörvenich versetzt, um dort die Nachschubstaffel des Verbandes bis 1992 zu führen.

## Dienst als Stabsoffizier
Von 1992 bis 1994 absolvierte er an der Führungsakademie der Bundeswehr in Hamburg den nationalen Generalstabsdienstlehrgang und wurde im Anschluss daran bis 1995 als Abteilungsleiter Logistik im Luftwaffenführungsdienstkommando in Köln verwendet. In dieser Zeit wurde er im Rahmen einer besonderen Auslandsverwendung als Arbeitsbereichsleiter Logistik bei UNPF/SFOR in Vicenza/Italien eingesetzt. Ab 1996 wurde er als Referent für "Bundeswehrplanung und Organisation" im Bundesministerium der Verteidigung in Bonn im Führungsstab der Streitkräfte verwendet. 1999 wechselte Bartscher als Referent für "Controlling" in den Stab des Inspekteurs der Luftwaffe im Bundesministerium der Verteidigung. Nachfolgend war er von 2002 bis 2004 Dozent für Wirtschaftlichkeit und Controlling an der Führungsakademie der Bundeswehr im Fachbereich "Führung und Management" in Hamburg. 2004–2005 schloss sich die Verwendung als Adjutant des Stellvertretenden Generalinspekteurs und Inspekteurs der Streitkräftebasis – Generalleutnant Hans-Heinrich Dieter – an.
Im Dienstgrad Oberst wurde Bartscher 2005 Abteilungsleiter Logistik im Einsatzführungskommando der Bundeswehr (EinsFüKdoBw) in Geltow, dort hatte er die Verantwortung für die Logistik in den Auslandseinsätzen der Bundeswehr. 2008 wurde er Kommandeur des Logistikregimentes 46 in der Freiherr-vom-Stein-Kaserne in Diez. Während dieser Verwendung erfolgte eine weitere besondere Auslandsverwendung im Zeitraum 07/2010 bis 01/2011 in Afghanistan als Abteilungsleiter CJ 4 im Regional Command North in Mazar-I-Sharif - im Rahmen der International Security Assistance Force (ISAF). Dort war Bartscher für die Logistik im Regional Command North (RC North) verantwortlich.
Im Oktober 2012 wurde das Logistikregiment 46 dem Logistikregiment 47 in Dornstadt bei Ulm angegliedert. Nach Auflösung des Logistik Regimentes 46 zum 1. Oktober 2012 wechselte er als Unterabteilungsleiter Unterstützung Grundsatz in das Kommando Luftwaffe, um von dort in die Verwendung als Referatsleiter für den Aufbau der Fähigkeitslage der Bundeswehr in das Bundesministerium der Verteidigung in die Abteilung Planung II zu wechseln.

## Dienst als General
In seiner ersten Verwendung als General wurde Brigadegeneral Bartscher im Rahmen einer weiteren besonderen Auslandsverwendung in Afghanistan von Juli 2014 bis Dezember 2014 im Hauptquartier ISAF in Kabul als Deputy Advisor des Commanders ISAF General Campell zum AFG Generalstab verwendet und dort als Militärberater des afghanischen Generalstabschefs und seiner beiden Stellvertreter eingesetzt. Während eines Key Leader Engagements mit afghanischen Führungskräften in der Militärakademie der Afghan National Army in Kabul am 5. August 2014 wurde er bei einem Attentat durch den afghanischen Soldaten Rafiqullah, der mit einem Schnellfeuergewehr vom Typ M16 in die Gruppe der Key Leader feuerte, schwer verwundet.
Major General Harold J. Greene (USA) ist bei diesem Attentat gefallen, insgesamt 14 Soldaten wurden verwundet und durch US-Streitkräfte nach Bagram Airbase evakuiert. Nach seiner Operation in Mazar-I-Sharif wurde Bartscher zur Rehabilitation nach Deutschland verlegt. Am 5. September 2014 verlegte er zurück in das Einsatzgebiet, um seine Aufgabe fortzusetzen.
Mit dem Wechsel von ISAF zu Resolute Support (RS) übernahm BrigGen Bartscher ab Januar 2015 die Funktion als Abteilungsleiter CJ 7, verantwortlich für Personal und Ausbildung der afghanischen Sicherheitskräfte. Nach Rückkehr in Deutschland übernahm er ab 1. Juli 2015 die Abteilung Unterstützung im Kommando Luftwaffe, die er bis September 2017 führte. Aufgrund seiner Einsatzschädigungen wurde er im Rahmen einer besonderen Verwendung beim Stellvertretenden Inspekteur Luftwaffe bis zu seiner Entlassung aus der Bundeswehr am 30. November 2021, aufgrund seiner nicht mehr gegebenen Dienstfähigkeit eingesetzt. Im Rahmen seiner gesundheitlichen Rehabilitation durch das Zentrum für Sportmedizin der Bundeswehr sowie der Sportschule der Bundeswehr nahm er 2018 an der internationalen Sportveranstaltung für einsatzgeschädigte Soldaten den Invictus Games in Sydney sowie 2019 an Project Hero - Ride to Recovery in den USA teil.

## Nach der Dienstzeit
Seit dem Ausscheiden aus dem Dienst engagiert sich Bartscher für den Bund Deutscher EinsatzVeteranen, in dem er Vorstandsmitglied für Politik und Medien ist (Stand: November 2024). Zudem ist er Senior Fellow am Institut für Sicherheitspolitik an der Christian-Albrechts-Universität zu Kiel, bei dem er zum Thema "State-Building - Die Rolle von Streitkräften am Beispiel der Bundeswehr in Afghanistan" promoviert hat.

## Auszeichnungen
- Einsatzmedaille Bronze UNPF
- Einsatzmedaille Bronze SFOR
- Einsatzmedaille Bronze ISAF
- Einsatzmedaille Silber ISAF
- Einsatzmedaille Bronze Resolute Support
- Einsatzmedaille Gefecht
- Combat Action Badge of the U.S. Army
- Ehrenkreuz der Bundeswehr in Gold
- The Legion of Merit – Degree of Officer